# پاتریک استامپ
پاتریک مارتین استامپ (انگلیسی: Patrick Martin Stumph؛ زادهٔ ۲۷ آوریل ۱۹۸۴) موسیقی‌دان، خواننده و ترانه‌نویس آمریکایی است. او خوانندهٔ اصلی و گیتاریست گروه موسیقی راک فال اوت بوی است. کار انفرادی او با ریتم گیرا و سرشار از آراندبی توصیف شده‌است. بیلبورد او را «یکی از بهترین صداها در پاپ پانک» عنوان کرد.